# 威利·赫南德茲
古列爾莫·「威利」·赫南德茲·維拉紐瓦（西班牙語：Guillermo "Willie" Hernández Villanueva，1951年6月9日—2023年11月20日），為美國職棒大聯盟的投手，生涯曾效力過小熊、費城人與老虎等隊。其擅長球種為螺旋球。
1984年，赫南德茲同時拿下賽揚獎、年度MVP和世界大賽冠軍，成為大聯盟史上第三人。

## 職業生涯
1973年，赫南德茲和費城人簽約。1976年，小熊隊透過規則五選秀選走赫南德茲。而赫南德茲也於1977年登上大聯盟，他在前兩季拿下16勝9敗，防禦率3.03的成績。小熊隊曾在1980年讓他嘗試先發，不過成效不佳，只拿下1勝9敗。
1979年至1982年間，赫南德茲吞下9勝19敗，自責分多達128分。最後小熊將他交易到費城人，換來Bill Johnson和Dick Ruthven。1983年，他在費城人拿下8勝4敗，防禦率3.29。這年費城人成功打進世界大賽，不過被金鶯以4勝1敗淘汰。
1984年，費城人將赫南德茲和Dave Bergman交易到老虎，換來Glenn Wilson和John Wockenfuss。結果赫南德茲投出生涯年，整季拿下9勝3敗，防禦率僅1.92，並拿下32次救援成功。最後赫南德茲成功拿下美聯賽揚獎，成為少數幾位獲得此獎的救援投手。老虎隊在這年拿下104勝58敗，並在聯盟冠軍賽橫掃金鶯隊。最後他們4勝1敗擊敗教士封王。赫南德茲在系列賽投了5局僅失1分，拿下2次救援成功。
儘管赫南德茲之後無法複製1984年的成績，但他對於老虎隊依舊是名穩定的投手。1988年，他拿下6勝5敗，防禦率3.06。1989年8月18日，赫南德茲在完成最後一場比賽後遭到釋出。雖然他曾在1990年代初於3A投球，打算重返大聯盟，不過最終仍差一步。
打擊方面，赫南德茲的打擊率為2成06，另有3分打點。他生涯在季後賽拿下2勝2敗，防禦率1.32。而他的防守能力也相當出色，13年職業生涯僅發生4次失誤。

## 生涯投球成績
| 勝投 | 敗投 | 防禦率 | 出賽場次 | 先發 | 救援成功 | 投球局數 | 安打 | 失分 | 自責分 | 全壘打 | 保送 | 三振 | 暴投 | 觸身球 |
| ---- | ---- | ------ | -------- | ---- | -------- | -------- | ---- | ---- | ------ | ------ | ---- | ---- | ---- | ------ |
| 70   | 63   | 3.38   | 744      | 11   | 147      | 1044.2   | 952  | 431  | 392    | 97     | 349  | 788  | 37   | 25     |

## 外部連結
- 球員資訊和成績在MLB ，ESPN ，Retrosheet ，Baseball Reference ，Baseball Reference (Minors) ，Fangraphs ，The Baseball Cube （英文）
- 威利·赫南德茲在台灣棒球維基館上的頁面（繁體中文）